# Club Deportivo Saetas de Oro
Saetas de Oro es un club de fútbol del Perú, del distrito de La Joya de la ciudad de Arequipa en el Departamento de Arequipa. Fue fundado en 1975 y participa en la Copa Perú.

## Historia
El club fue fundado el 2 de abril de 1975 en el distrito de La Joya, Departamento de Arequipa.
En 2003 llegó hasta las semifinales de la etapa provincial de Arequipa donde fue eliminado por Sportivo Huracán.
Fue la sorpresa de 2009 logrando ceñirse la corona de Campeón Provincial de Arequipa. Ya en la Departamental, le tocó enfrentarse al experimentado Unión Minas de Orcopampa en las instancias finales, quedando eliminado. Es el único cuadro, de los nuevos integrantes, que accedió a la Liga Superior de Arequipa 2010 por derecho propio al haber logrado ser el subcampeón de la Etapa Departamental del año 2009. 

### 2010
En el 2010 el equipo decidió jugar el desaparecido Torneo de la Liga Superior de Arequipa, sin embargo por causas desconocidas hasta ahora, se tuvo que retirar a medio torneo.

### 2011
En el 2011 el club luego de coronarse consecutivamente campeón distrital, provincial y departamental clasificándose así a la Etapa Regional donde fue ubicado con dos equipos históricos del sur del país. 
Ya en la Regional debutó goleando a Mariscal Miller de Tacna en La Joya, después empató en Moquegua con Atlético Huracán, lo mismo sucedió contra Aurora en Arequipa y en La Joya, sus victorias de local contra Atlético Huracán y en Tacna contra Mariscal Miller le dieron el pase a la semifinal como primero. 
En semifinal enfrentó al Unión Minas, el cual sorpresivamente le ganó en La Joya, sentenciando su suerte, la cual se confirmaba una semana después cuando el equipo Joyino caía derrotado en Orcopampa quedando solo a un paso de la Etapa Nacional.

### 2012
En el 2012 el club jugó directamente la Etapa Departamental donde fue eliminado por el Atlético Mollendo en un partido extra jugado en Corire, ya que ambos ganaron sus partidos de local tanto en La Joya como en Mollendo.

### 2013
En el 2013 el equipo se reforzó con bastantes jugadores del Sportivo Huracán 2012 y tras una gran campaña se coronó Campeón de la Liga Distrital de La Joya de manera Invicta.
En la Etapa Provincial jugando en La Joya goleó a Deportivo Huracán de Vítor, visitó Cayma donde también goleó a Juvenil Andino, Goleó en La Joya a Estrella Solitaria de Selva Alegre y también en Mariano Melgar a CDC Cruzeiro.
Ya en octavos de final eliminó a Ingeniería Ambiental después de ganarle tanto en La Joya como en Miraflores.
En cuartos de final superó a Juventud Bolognesi de Tiabaya por un ajustado Marcador.
En el Cuadrangular Final se coronó Campeón Provincial de Arequipa al derrotar a Internacional de Arequipa, Transportes Del Carpio y Unión Libertad ambos de Cerro Colorado.
Ya en la Etapa Departamental superó a Sport Chucarapi de Cocachacraen primera fase.
En fase de grupos ganó en Atico a San Pedro, en Orcopampa a Unión Minas y empató en El Pedregal con Futuro Majes, en La Joya ganó todos sus partidos, pasando primero en su grupo y cobrándose la revancha contra el cuadro Minero.
En la Fase Final inicio con pie derecho derrotando a Internacional en el Pedregal, después clasificó al ganar a Futuro Majes en La Joya y se coronó Campeón Departamental al derrotar ajustadamente a Sportivo Cariocos de El Pedregal en Arequipa.
En La Etapa Regional visitó Tacna donde obtuvo su primera derrota del año ante Coronel Bolognesi, después se Recuperó derrotando a San Simón, también se cobró la Revancha contra Coronel Bolognesi al cual le revirtió un marcador, ambos partidos en La Joya, ya en la Última Fecha cayó contra San Simón en Moquegua, pero logró acceder Segundo en su grupo y eliminó a Bolognesi de Tacna.
En Semifinales enfrentó a Estudiantes Alas Peruanas al cual goleó por cinco tantos a cero en La Joya, a pesar de la derrota por tres goles a dos en Moquegua, el equipo Joyino consiguió una Histórica clasificación a la Etapa Nacional de la Copa Perú.
En su debut Absoluto en la Etapa Nacional equipo fue ubicado en la Llave H junto a Unión Fuerza Minera de Putina, al cual derrotó en La Joya a estadio lleno por la mínima diferencia, para la vuelta a jugarse en Putina en un partido muy duro el equipo Joyino logró acceder a la siguiente fase al derrotar por penales 3-4 a Unión Fuerza Minera con un arquero improvisado y 9 hombres.
En cuartos de final visitó Moquegua donde perdió con el San Simón por dos goles a uno, en el partido de vuelta se decidió jugar en Arequipa donde a duras penas se derrotó a San Simón por el mismo marcador que en la ida, ya en definición por penales el equipo Joyino fue eliminado después que Carlos Choquecondo y Joel Ravelo fallaran sus penales.

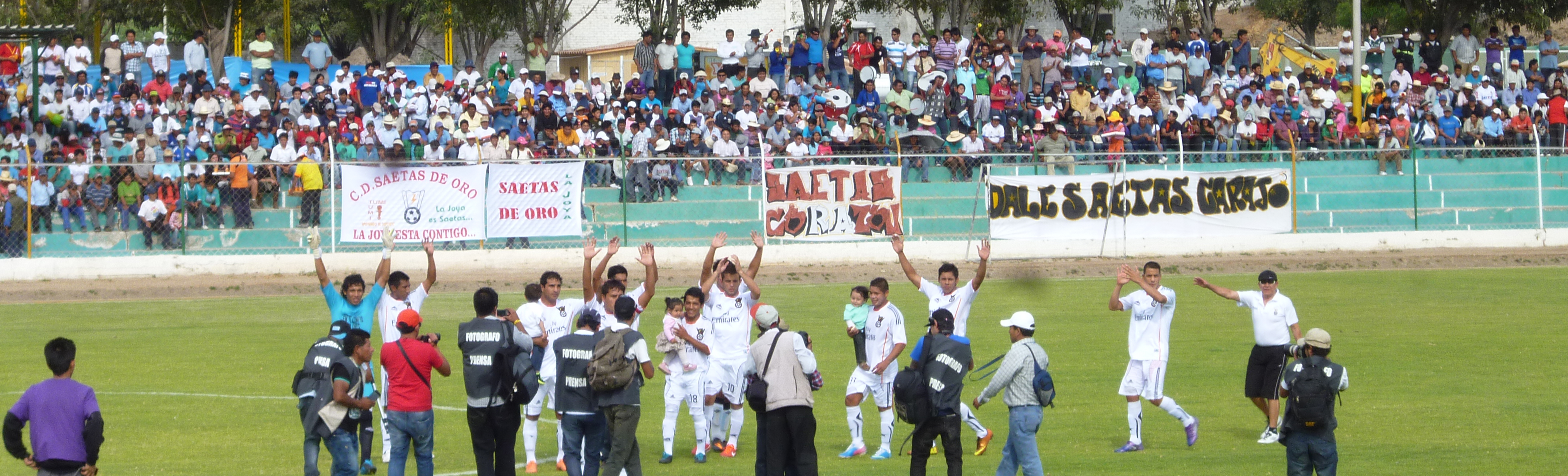
Saetas de Oro jugando de local en La Joya.

| 17-03-2013                       | Municipal La Joya   | La Joya        | Saetas de Oro               | 5–0       | Atlético Villareal       |
| 24-03-2013                       | Campo San Camilo    | San Camilo     | Saetas de Oro               | 2–0       | Coop. El Labrador        |
| 28-03-2013                       | Municipal La Joya   | La Joya        | Saetas de Oro               | 5–0       | FBC Melgarcito           |
| 31-03-2013                       | Campo San Isidro    | La Joya        | Saetas de Oro               | 3–0       | Deportivo La Joya        |
| 07-04-2013                       | Municipal La Joya   | La Joya        | Saetas de Oro               | 8–1       | Juvenil San José         |
| 10-04-2013                       | Municipal La Joya   | La Joya        | Saetas de Oro               | 2–1       | FBC Palmeiras            |
| 14-04-2013                       | Municipal La Joya   | La Joya        | Saetas de Oro               | 2–1       | Señor de La Joya         |
| 21-04-2013                       | Municipal La Joya   | La Joya        | Saetas de Oro               | 4–1       | Deportivo SUTEGA         |
| 28-04-2013                       | Municipal La Joya   | La Joya        | Saetas de Oro               | 7–0       | Diamante Joyino          |
| 01-05-2013                       | Municipal La Joya   | La Joya        | Saetas de Oro               | 3–0       | Diamante Joyino          |
| 05-05-2013                       | Municipal La Joya   | La Joya        | Saetas de Oro               | 3–0       | FBC Palmeiras            |
| 12-05-2013                       | Municipal La Joya   | La Joya        | Saetas de Oro               | 5–0       | Deportivo La Joya        |
| 19-05-2013                       | Municipal La Joya   | La Joya        | Saetas de Oro               | 5–0       | FBC Melgarcito           |
| Provincial de Arequipa           |                     |                |                             |           |                          |
| 02-06-2013                       | Municipal La Joya   | La Joya        | Saetas de Oro               | 7–0       | Dep. Huracán(Vítor)      |
| 09-06-2013                       | La Tomilla          | Cayma          | Juvenil Andino              | 1–4       | Saetas de Oro            |
| 16-06-2013                       | Municipal La Joya   | La Joya        | Saetas de Oro               | 8–2       | Estrella Solitaria(ASA)  |
| 23-06-2013                       | Complejo Maracaná   | Mariano Melgar | CDC Cruzeiro                | 1–6       | Saetas de Oro            |
| 30-06-2013                       | Municipal La Joya   | La Joya        | Saetas de Oro               | 3–0       | Ingeniería Ambiental     |
| 03-07-2013                       | Serapio Barra       | Miraflores     | Ingeniería Ambiental        | 1–3       | Saetas de Oro            |
| 07-07-2013                       | Mariano Melgar      | Arequipa       | Juventud Bolognesi(Tiabaya) | 1–2       | Saetas de Oro            |
| 13-07-2013                       | Mariano Melgar      | Arequipa       | Unión Libertad(C.Colorado)  | 1–3       | Saetas de Oro            |
| 17-07-2013                       | Umacollo            | Yanahuara      | Internacional(Arequipa)     | 1–3       | Saetas de Oro            |
| 20-07-2013                       | Mariano Melgar      | Arequipa       | Del Carpio(C.Colorado)      | 1–6       | Saetas de Oro            |
| Departamental de Arequipa        |                     |                |                             |           |                          |
| 28-07-2013                       | Benigno Pérez       | Cocachacra     | Sport Chucarapi             | 0–1       | Saetas de Oro            |
| 04-08-2013                       | Municipal La Joya   | La Joya        | Saetas de Oro               | 4-0       | Sport Chucarapi          |
| 11-08-2013                       | Municipal de Atico  | Atico          | Juventud San Pedro          | 0-3       | Saetas de Oro            |
| 18-08-2013                       | Municipal La Joya   | La Joya        | Saetas de Oro               | 3-1       | Futuro Majes             |
| 25-08-2013                       | Municipal Orcopampa | Orcopampa      | Unión Minas                 | 0-2       | Saetas de Oro            |
| 30-08-2013                       | Municipal La Joya   | La Joya        | Saetas de Oro               | 4-0       | Unión Minas              |
| 01-09-2013                       | Miguel Grau         | El Pedregal    | Futuro Majes                | 1-1       | Saetas de Oro            |
| 13-09-2013                       | Municipal La Joya   | La Joya        | Saetas de Oro               | (W.O.)    | Juventud San Pedro       |
| 15-09-2013                       | Miguel Grau         | El Pedregal    | Saetas de Oro               | 2-1       | Internacional(Arequipa)  |
| 18-09-2013                       | Municipal La Joya   | La Joya        | Saetas de Oro               | 1-0       | Futuro Majes             |
| 21-09-2013                       | Mariano Melgar      | Arequipa       | Saetas de Oro               | 3-2       | Sportivo Cariocos(Majes) |
| Región VII                       |                     |                |                             |           |                          |
| 28-09-2013                       | Jorge Basadre       | Tacna          | Coronel Bolognesi           | 4-2       | Saetas de Oro            |
| 05-10-2013                       | Municipal La Joya   | La Joya        | Saetas de Oro               | 2-1       | San Simón                |
| 08-10-2013                       | Municipal La Joya   | La Joya        | Saetas de Oro               | 3-2       | Coronel Bolognesi        |
| 16-10-2013                       | 25 de Noviembre     | Moquegua       | San Simón                   | 5-3       | Saetas de Oro            |
| 20-10-2013                       | Municipal La Joya   | La Joya        | Saetas de Oro               | 5-0       | Alas Peruanas            |
| 26-10-2013                       | 25 de Noviembre     | Moquegua       | Alas Peruanas               | 3-2       | Saetas de Oro            |
| Etapa Nacional: octavos de final |                     |                |                             |           |                          |
| 03-11-2013                       | Municipal La Joya   | La Joya        | Saetas de Oro               | 1-0       | Unión Fuerza Minera      |
| 06-11-2013                       | Luis Gutiérrez Toro | Putina         | Unión Fuerza Minera         | 1(3)-0(4) | Saetas de Oro            |
| Etapa Nacional: Cuartos de final |                     |                |                             |           |                          |
| 10-11-2013                       | 25 de Noviembre     | Moquegua       | San Simón                   | 2-1       | Saetas de Oro            |
| 16-11-2013                       | Mariano Melgar      | Arequipa       | Saetas de Oro               | 2(3)-1(4) | San Simón                |

### 2014
En el 2014 El equipo no participó en Copa Perú.

### 2016
En el 2016 El equipo campeona la liga distrital de La Joya, fue derrotado por la Escuela Nacional Binacional en cuartos de final de la Etapa Provincial de Arequipa 2016.

### 2017
En el 2017 El equipo campeona nuevamente la liga distrital de La Joya, quedó eliminado en el cuadrangular final de la Etapa Provincial de Arequipa 2017.

## Uniforme
- Uniforme titular: Camiseta blanca con visos negros y dorados, pantalón blanco, medias blancas.
- Uniforme alterno: Camiseta negra con visos blancos y dorados, pantalón negro, medias negras.

## Datos del club
- Temporadas en Primera División:   Ninguna
- Temporadas en Segunda División:   Ninguna
- Mayor goleada conseguida: 
  - En campeonatos nacionales de local: Saetas de Oro 5:0 Estudiantes Alas Peruanas (21 de octubre del 2013)[2]
  - En campeonatos nacionales de visita: Juventud San Pedro 0:3 Saetas de Oro (11 de agosto del 2013)[3]
- Mayor goleada recibida:
  - En campeonatos nacionales de local: Saetas de Oro 0:1 Unión Minas (23 de octubre del 2011)[4]
  - En campeonatos nacionales de visita: San Simón 5:3 Saetas de Oro (16 de octubre del 2013)[5]

## Palmarés

### Torneos regionales
- Liga Departamental de Arequipa (2): 2011, 2013.
- Liga Provincial de Arequipa (3): 2009, 2011, 2013.
- Liga Distrital de La Joya: 2008, 2010, 2011, 2013, 2016, 2017, 2018.
- Subcampeón de Liga Provincial de Arequipa: 2015.